# Lucus
Lucus fue uno de los cinco territorios en que se dividió el protectorado español de Marruecos en 1935 y perduró hasta la independencia de Marruecos. Antes de la reorganización territorial del protectorado en 1943 se llamó región Occidental. Estaba situado en la parte más occidental del protectorado, colindando con los territorios de Yebala y Chauen al este.

## Etimología

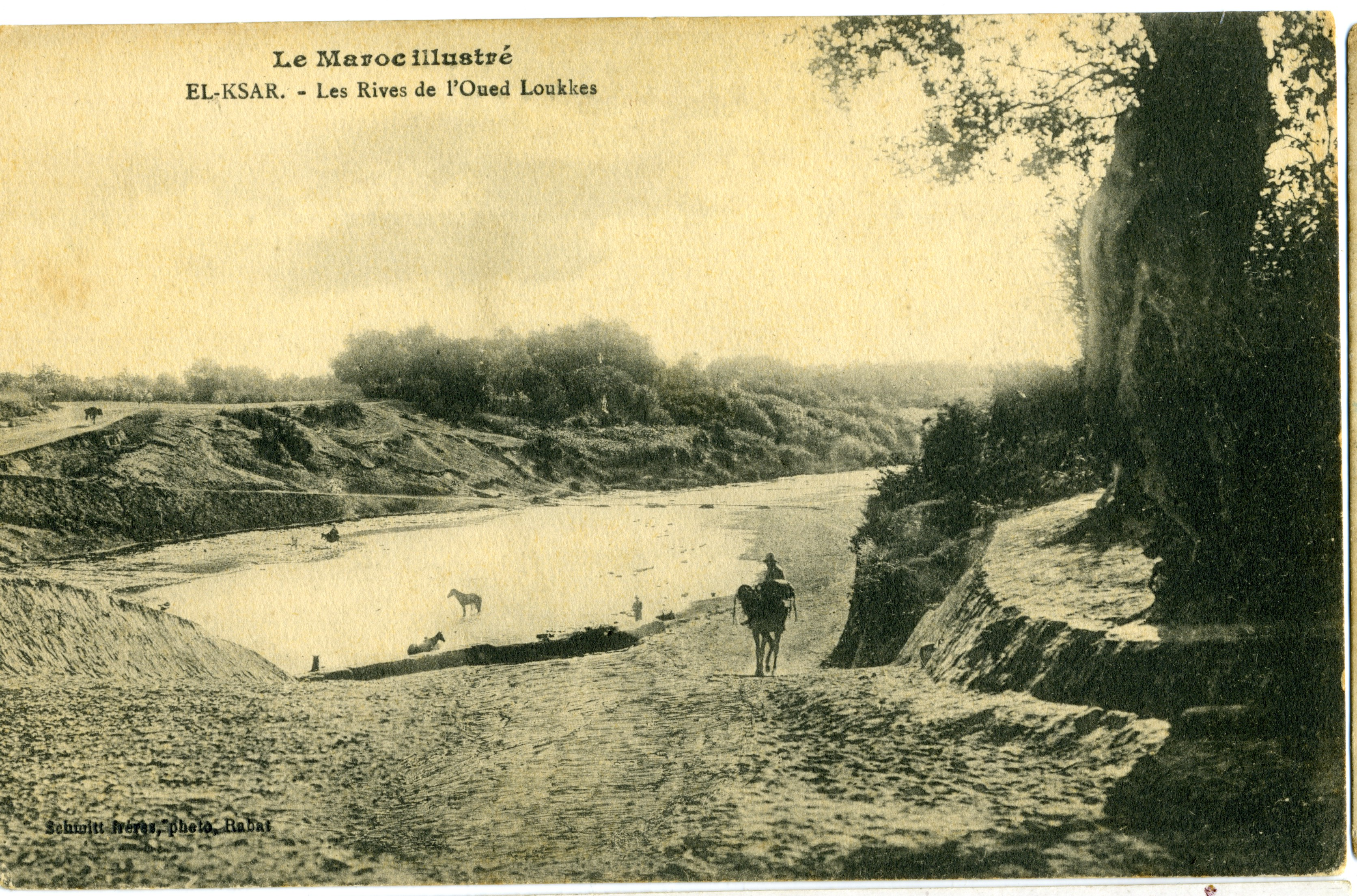
Vista del río Lucus a su paso por Alcazarquivir.

Este territorio toma su nombre del río Lucus el cual formaba frontera con el Marruecos francés y desemboca en el océano Atlántico a través de la ciudad de Larache, capital de la región (municipio de 30.000/40.00 habitantes entre 1935/1956). Otros municipios importantes eran : Alcázar (Alcazarquivir: 32.000 habitantes en 1956), Arcila (14.000 habitantes en 1956) y Zoco el Tlata de Raixana.

## Cadidatos
En diciembre de 1934 el Cadí de Región residía en Larache. Lucus estaba dividido en dos Cadidatos con en las siguientes cabilas:

### Cadidato de Arcila
- Garbía

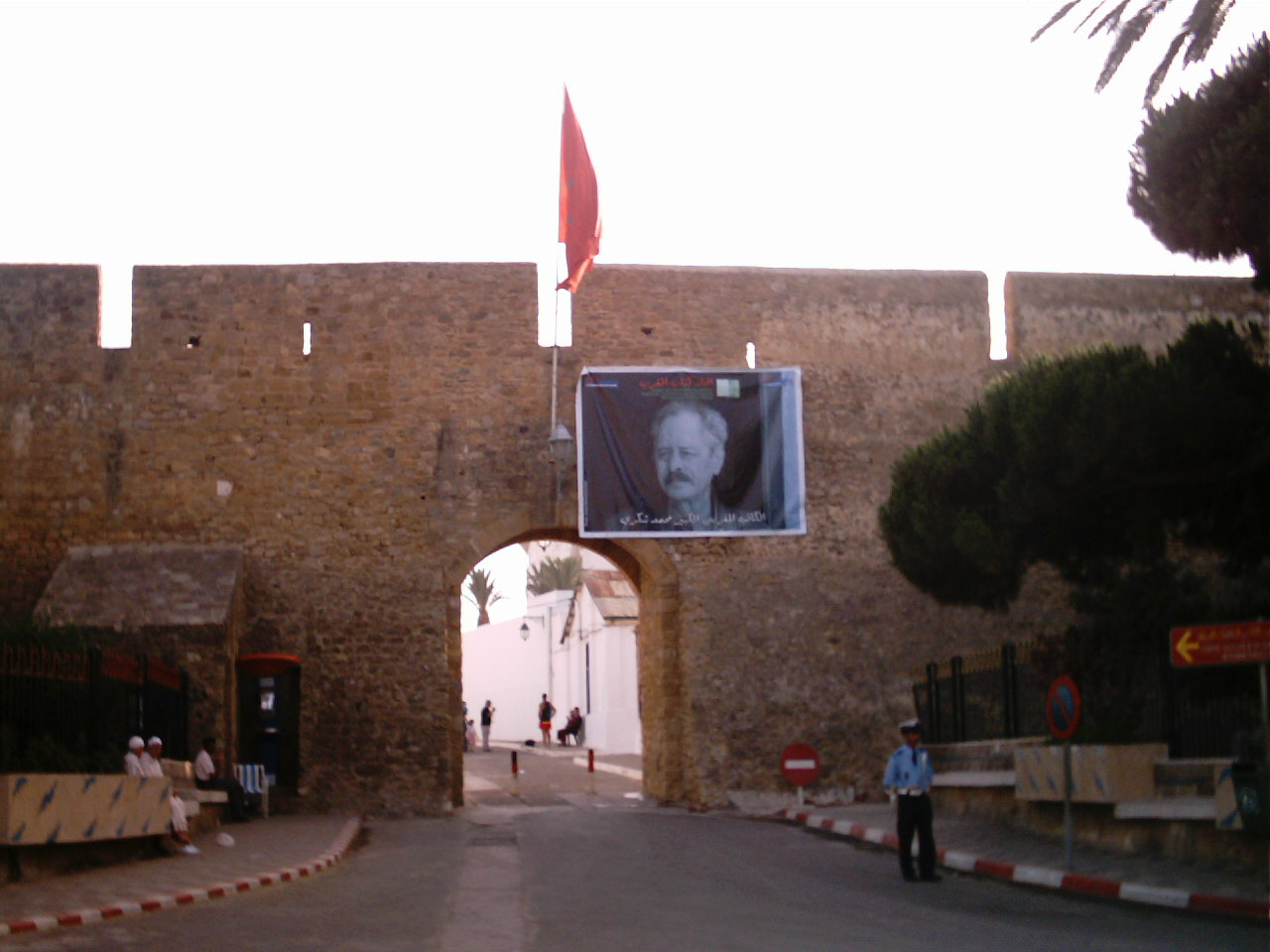
Muralla portuguesa de Arcila.

- Sahel, Arcila, sede del cadidato de circunscripción.
- Amar
- Bedor
- Msora
- Bedaua
- Beni Aros
- Beni Gorfet

### Cadidato de Alcazarquivir
- Sumata
- Beni Issef
- Beni Scar
- Ahl Sherif

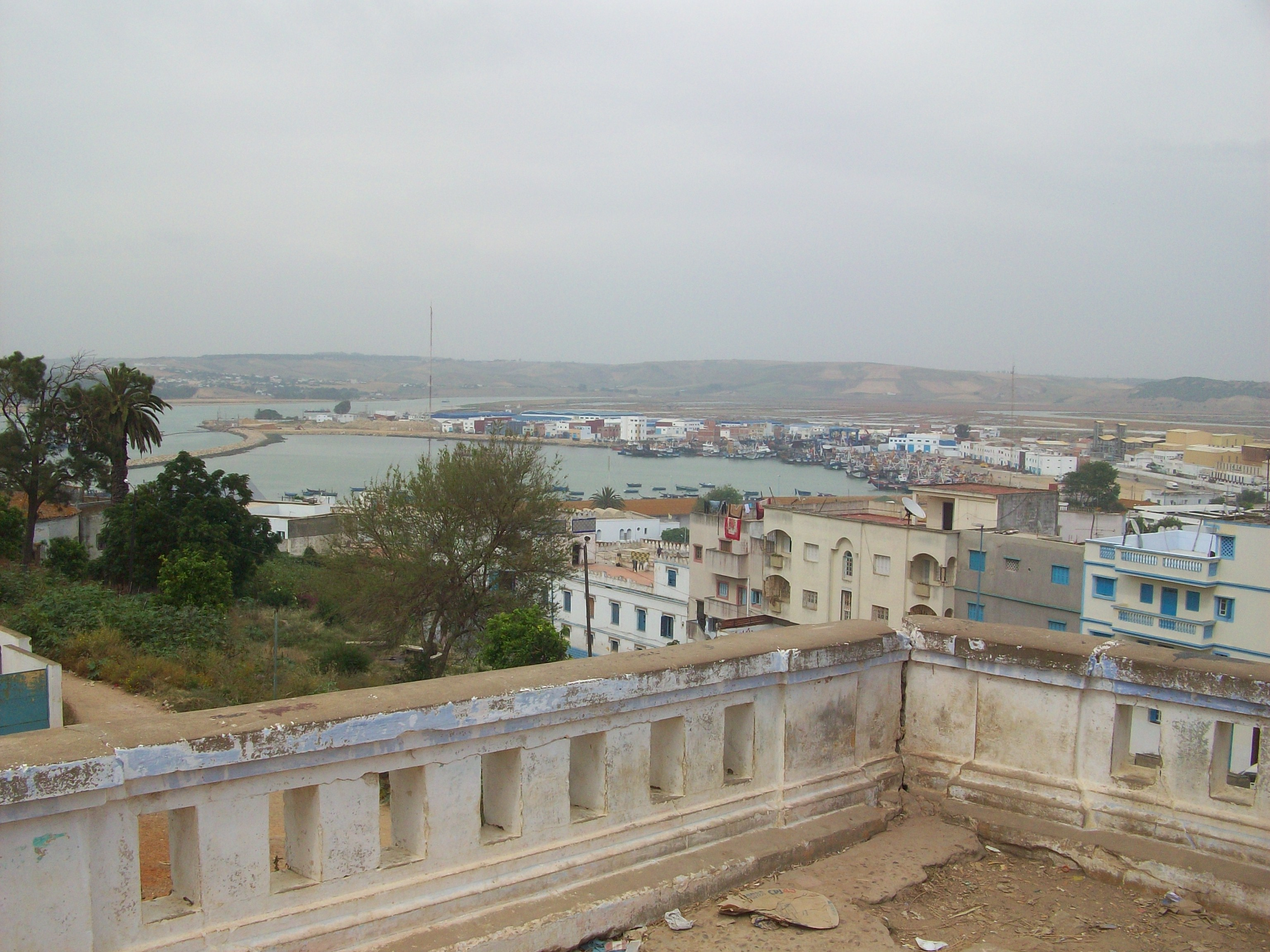
Puerto de Larache, donde se efectuó el desembarco de 1911.

- Jolot, Alcazarquivir, sede del cadidato de circunscripción.
- Jolot y Tilig, Larache